# Jeholopterus
Jeholopterus byl rod malého anurognathidního ptakoještěra z období střední až svrchní jury (stáří asi 161,5 milionu let).

## Popis

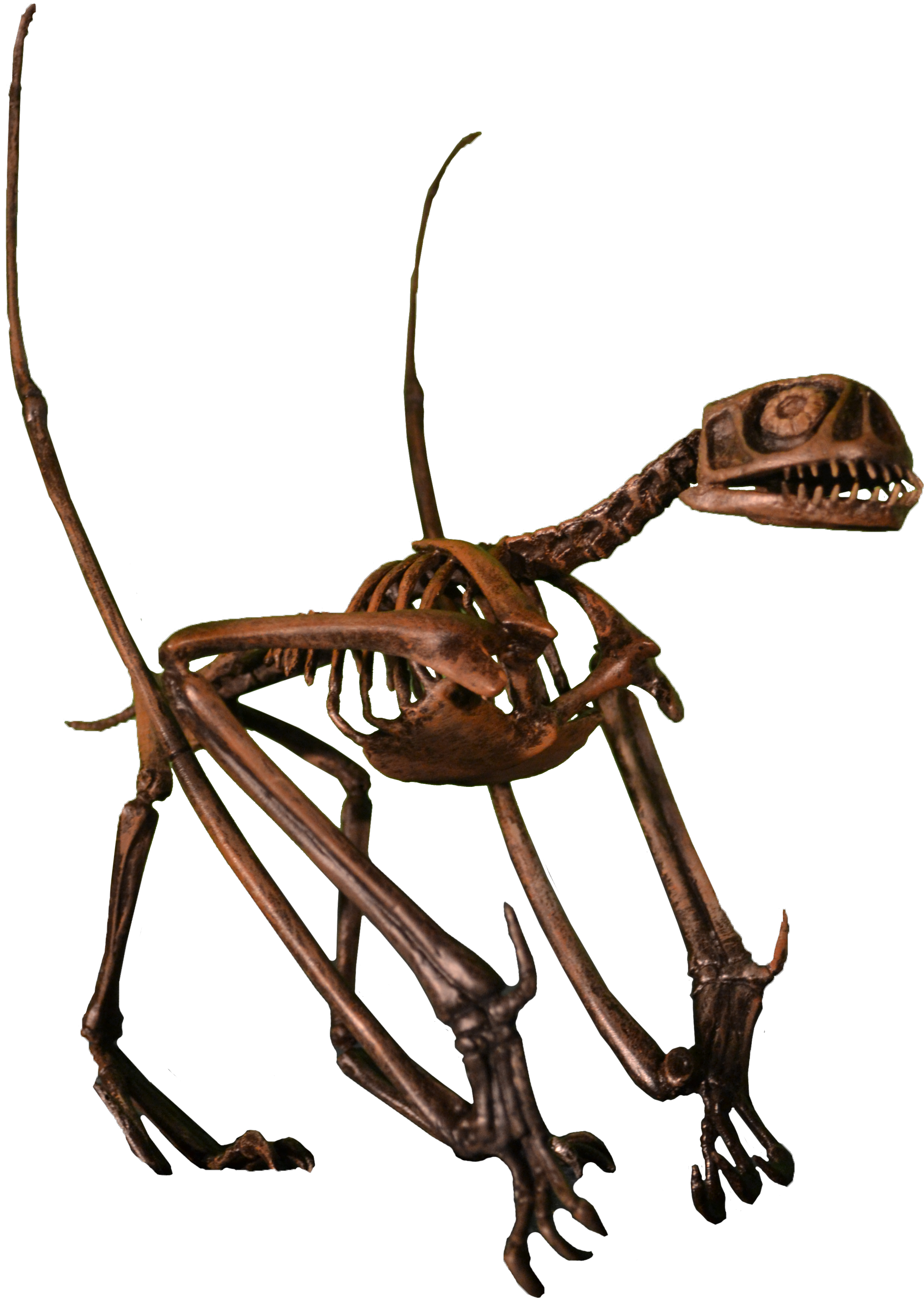
Kostra jeholoptera

Jediným známým druhem tohoto rodu je Jeholopterus ninchengensis. Tento malý pterosaurus byl popsán díky téměř úplné fosilii, nalezené v Číně, na které se zachovaly i fosilní otisky kůže a tkáň křídla.
Jeholopterus měl širokou, krátkou lebku typickou pro svou čeleď. Krk byl krátký, se sedmi nebo osmi krčními obratli. Ocas tohoto ptakoještěra se na fosiliích nezachoval.
Podle nových výzkumů byli tito specializovaní pterosauři patrně vývojem přizpůsobení k lovu hmyzu a jiných bezobratlých za horších světelných podmínek (při soumraku a v noci).